# Альдобрандино II д’Эсте
Альдобрандино II д’Эсте (итал. Aldobrandino II d’Este; ум. 1326) — маркиз Феррары с 1308 года.

## Биография
Сын Обиццо II д’Эсте и его жены Якопины Фиески, племянницы папы Адриана V.
В 1293 г. наследовал отцу в качестве сеньора Модены, Лендинары, Ровиго и Эсте. Уступил Эсте Падуе.
Стал титулярным маркизом Феррары после смерти своего старшего брата Аццо VIII, умершего 31 января 1308 года. Однако власть в Ферраре захватил незаконнорожденный сын покойного Фреско (ум. в Венеции в 1312). В октябре того же года он от своего имени и от имени своего сына Фолько продал город Венеции в обмен на ежегодное денежное вознаграждение. 
Альдобрандино II и его брат Франческо обратились за помощью к папе и падуанцам. В 1309 г. Феррару осадили папские войска. Война продолжалась полтора года, после чего венецианцы вернули домой свою армию, сильно пострадавшую от чумы. Феррара осталась в составе папского государства.
Альдобрандино II отказался от прав на Модену и Реджо, — городов, утерянных его братом Аццо VIII д’Эсте (ум. 1308) в 1306 году в результате восстания местных жителей.
В 1317 г. его сыновья и племянники восстановили власть рода д’Эсте в Ферраре, но сам он в управлении городом не участвовал и умер в Болонье в 1326 г.
Жена (1289) — Альда Рангори (ум. 1326). Дети:
- Алиса (Ализия) (ум. 1329), жена Ринальдо Пассерино Бонакользи (убит в бою в 1330), сеньора Мантуи.
- Николо I (ум. 1344), соправитель братьев в Ферраре с 1317, викарий Феррары (1343). Был женат (с 21 января 1335) на Беатриче Гонзага, дочери сеньора Мантуи Гвидо Гонзага. Сын - Ринальдо III д’Эсте (1336-1369).
- Обиццо III (1294-1352)
- Ринальдо II (ум. 1335).